# Lagoa das Patas
A Lagoa das Patas, também referida como lagoa da Falca, localiza-se na Reserva Florestal de Recreio da Lagoa das Patas, junto à estrada das Doze Ribeiras, na freguesia das Doze Ribeiras, no concelho de Angra do Heroísmo, na ilha Terceira, nos Açores.
É um espelho de água de pequenas dimensões, junto a uma ribeira de águas de escorrência com origem na Serra de Santa Bárbara, que a alimenta.
Encontra-se rodeada por florestas de criptomérias de grandes dimensões plantadas pelos serviços florestais. Por detrás desta lagoa encontra-se uma zona natural de acumulações pluviais composta por uma turfeira bastante grande e plana. Ao longo da ribeira que alimenta esta lagoa é possível observar-se uma grande variedade da flora indígena das ilhas principalmente composta por cedro-do-mato Juniperus brevifolia), Urze (Erica azorica) endémica dos Açores e a faia-da-terra (Myrica faya) autóctone dos Açores.

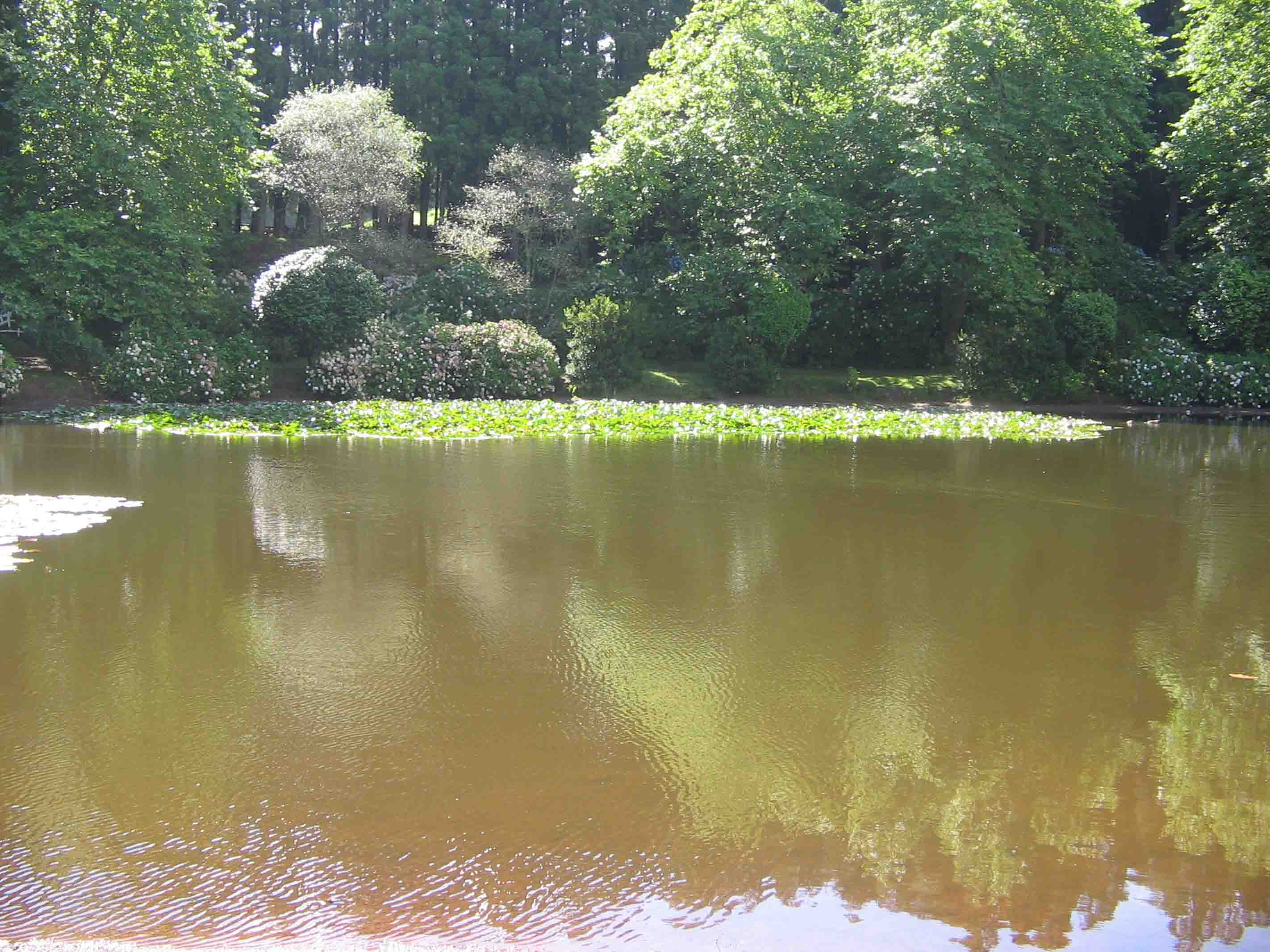
A lagoa no verão

Devido a encontrar-se já a uma cota de altitude bastante elevada é dada a grandes nevoeiros e silêncios.
Devido à forte intervenção humana a zona envolvente tem sofrido bastantes atentados ecológicos que se manifestaram na perda de biodiversidade tanto da flora como da fauna.
É possível no entanto observar-se bastantes aves, principalmente o pato bravo ou mudo, o ganso, o pardal, a lambandeira, o melro, o estorninho e bastantes gaivotas, facto este algo estranho dado a grande distância a que esta lagoa se encontra do mar. Surgem ainda dezenas de outras aves migratórias que passam pela lagoa a caminho do seu destino